# Sonțeve, Ustînivka
Sonțeve (în ucraineană Сонцеве) este o comună în raionul Ustînivka, regiunea Kirovohrad, Ucraina, formată numai din satul de reședință.

## Demografie
Componența lingvistică a comunei Sonțeve
     Ucraineană (92,33%)
     Română (3,41%)
     Rusă (2,84%)
     Alte limbi (1,42%)
Conform recensământului din 2001, majoritatea populației comunei Sonțeve era vorbitoare de ucraineană (92,33%), existând în minoritate și vorbitori de română (3,41%) și rusă (2,84%).